# مقاطعة تشاثام (جورجيا)
مقاطعة تشاثام (بالإنجليزية: Chatham County)‏ هي إحدى المقاطعات في ولاية جورجيا في الولايات المتحدة الأمريكية.